# Mao hoàng hậu (Tào Ngụy Minh Đế)
Minh Điệu Mao hoàng hậu (chữ Hán: 明悼毛皇后; ? - 22 tháng 9, năm 237), kế thất nhưng là Hoàng hậu đầu tiên của Ngụy Minh đế Tào Duệ.

## Tiểu sử
Minh Điệu Mao hoàng hậu người quận Hà Nội (河内郡; nay là phía bắc Hà Nam, phía nam của Hà Bắc và phía tây của Sơn Đông), xuất thân ti tiện thấp hèn, cha bà là Mao Gia (毛嘉) chỉ là "Điển ngu xa công" (典虞车工).
Những năm Hoàng Sơ (220 - 226), Mao thị nhập phủ hầu Bình Nguyên vương Tào Duệ. Mao thị trời sinh quyến rũ, mỹ mạo động lòng người, rất được Tào Duệ sủng ái, khi ra vào bằng xe đều để bà ngồi cùng. Năm thứ 7 Hoàng Sơ (226), Tào Duệ đăng cơ, phong Mao thị là Quý tần (贵嫔).
Năm Thái Hòa nguyên niên (227), Mao Quý tần được lập làm Hoàng hậu. Cha Mao Gia được bái "Kỵ đô úy" (骑都尉), em trai Mao Tằng (毛曾) làm Lang trung.
Vợ cả Tào Duệ là Bình Nguyên vương phi Ngu thị bị Mao hoàng hậu xuất thân hàn vi lại đoạt đi vị trí Hoàng hậu, giận mắng Tào gia chỉ lập người hạ tiện làm Hoàng hậu (bà nội Tào Duệ là Biện Thái hoàng thái hậu, mẹ kế Hoàng thái hậu Quách Nữ Vương cùng Mao hoàng hậu đều xuất thân ti tiện lại là thiếp thất, sau lại được tấn phong Hoàng hậu), Tào Duệ nghe đến giận lắm, phế bỏ Ngu phi. Lời trách cứ của Ngu phi như sau:
| “                                   | 曹氏自好立贱，未有能以义举者也。然后职内事，君听外政，其道相由而成，苟不能以善始，未有能令终者也。殆必由此亡国丧祀矣！ . Tào thị trước nay thích lập tiện nhân làm Hậu, chưa từng có thời điểm nào mà xét đức chọn người cả! Hoàng hậu chấp chưởng hậu cung sự vụ, Hoàng đế chấp chưởng thiên hạ chính sách, chức trách của Đế-Hậu vốn là tương phụ tương thừa. Bây giờ Hoàng thượng ngay từ đầu đã có khởi điểm bất phục thế này, xem chừng về sau cũng chẳng có gì tốt lành. Đoán chừng bọn họ Tào các người sẽ sớm có điềm mất nước do tổ tông đạt được mà thôi! | ” |
| — 《三国志·卷五·魏书五·后妃传第五》 | |   |

Năm Thái Hòa nguyên niên (217), tháng 12, Tào Duệ lại tiến Mao Gia là "Bác Bình Hương hầu" (博平乡侯), lên chức "Quang Lộc đại phu" (光禄大夫); Mao Tằng làm "Phò mã đô úy" (驸马都尉). Mao Gia vốn là người xuất thân ngu tiện, không có học thức, trong một đêm trở mình thành người phú quý, cử chỉ không hề theo nền nếp. Khi đó, Tào Duệ lệnh các quan đến nhà họ Mao dự yến, Mao Gia luôn tự xưng "Hầu thân", cử chỉ thô bỉ, thiên hạ cười chê. Tào Duệ sau đó lại ban Mao Gia là Đặc tiến, Mao Tằng là "Tán kỵ thị lang" (散骑侍郎) để gia tăng danh thế.
Năm Thanh Long thứ 3 (235), Mao Gia chết, truy tặng "Quang Lộc đại phu", đổi phong An Quốc hầu (安国侯), tăng thực ấp lên 500 hộ, tính cả khi trước cộng lại là 1.000 hộ, thụy là Tiết hầu (节侯). Năm sau (236), truy phong mẹ Mao hoàng hậu là Hạ thị là Dã Vương quân (野王君).

## Bị ban chết
Mao Hoàng hậu nhan sắc chóng suy, trong khi đó Quách phu nhân trong hậu cung tuổi trẻ xinh đẹp, đã thay thế Mao Hoàng hậu trở thành người được Tào Duệ chuyên sủng.
Năm Cảnh Sơ nguyên niên (237), Tào Duệ mang Quách phu nhân cùng nhiều tài tử, phi tần ở hậu uyển nghe hát, Quách thị thuyết phục nên mời Mao hoàng hậu, Tào Duệ không cho phép, đặc biệt dặn dò tùy tùng không cho Mao hoàng hậu biết. Nhưng ngày thứ hai, Mao hoàng hậu liền biết nên hỏi Tào Duệ, hôm qua tiệc du lịch ở vườn bắc vườn phải chăng khoái hoạt. Tào Duệ giận dữ, đem tả hữu hơn mười người cùng lúc xử tử. Tháng 9, Tào Duệ đem Mao hoàng hậu ban chết. Nhưng sau khi Mao hoàng hậu chết, Tào Duệ cũng không tước đoạt tư cách Hoàng hậu của bà, vẫn cho thụy hào là Điệu Hoàng hậu (悼皇后), vẫn như cũ lấy lễ Hoàng hậu chôn ở Mẫn lăng (愍陵). Gia đình bà vẫn được trọng dụng như cũ, em trai Mao Tằng thăng lên làm "Tán kỵ Thường thị" (散骑常侍), sau phong là Vũ Lâm dũng tướng Trung Lang tướng (羽林虎贲中郎将).